# Локомотив (футбольный клуб, Горна-Оряховица)
«Локомотив» Горна Оряховица — болгарский футбольный клуб из города Горна-Оряховица. Играет в северо-западной болгарской лиге, в третьем по значимости дивизионе Болгарии. Клуб играет домашние матчи на стадионе «Локомотив», который вмещает 12 000 зрителей. Цвета клуба: красный и чёрный.
Клуб основан в 1932 году под названием ЖСК — Железнодорожный спортивный клуб. В 1945 был переименован в «Локомотив». Играл в Высшей лиги Болгарии с 1963—1964 и 1987—1995.

## Титулы
- Чемпионат Болгарии по футболу:
  - 8-е место (3): 1989-90, 1990-91, 1993-94
- Профессиональная футбольная группа «Б»:
  - Чемпионы : 1962-63
- Кубок Советской Армии:
  - полуфиналист : 1947
- Кубок Болгарии по футболу:
  - полуфиналист : 1986-87
- Кубок Интертото:
  - групповой этап: 1991